# 东门 (大马士革)

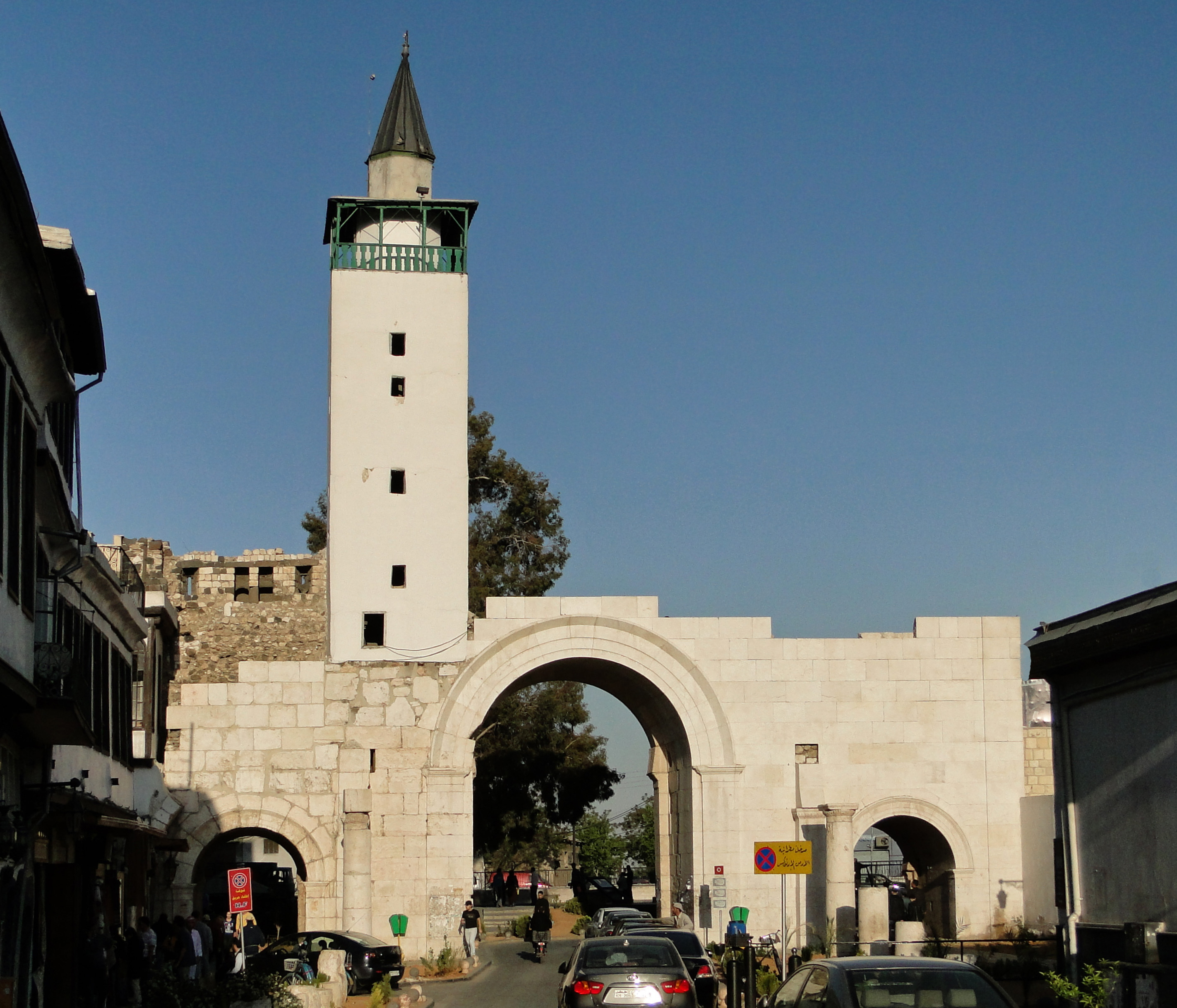
东门和大马士革直街东段

东门（Bab Sharqi），又名太阳之门，是叙利亚首都大马士革的8座古城门之一，也是唯一幸存的古罗马城门，因位于城市东侧而得名。附近的基督徒区也称为东门。东门的宏伟立面重建于20世纪60年代。

## 历史

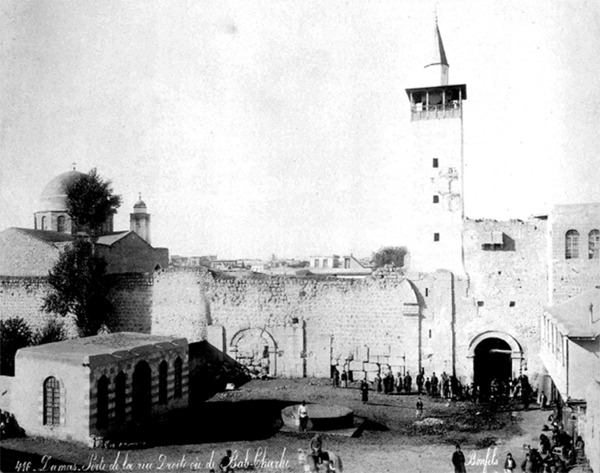
东门于1880年

罗马时代的太阳之门可以追溯到约公元200年。它宽26（85英尺），立于该市的主干道大马士革直街东端。大道包括中间宽14米的车行道，和两侧人行道。直街连接该市的东门与西门（Bab al-Jabiyah）。
634年9月18日，在大马士革围城期间，穆斯林将军哈立德·本·瓦利德通过这个门进入大马士革。12世纪，门的顶部增加了一个叫拜楼。